# 3.er Batallón de Ingenieros de la Luftwaffe
El 3.er Batallón de Ingenieros de la Fuerza Aérea (3. Luftwaffen-Pionier-Bataillon) fue una unidad de la Luftwaffe durante la Segunda Guerra Mundial.

## Historia
Fue formado en junio de 1944 del renombrado XIII/12.º Batallón de Construcción de la Fuerza Aérea. Fue disuelto en 1944 (?).